# San Lorenzo de Calatrava
San Lorenzo de Calatrava – gmina w Hiszpanii, w prowincji Ciudad Real, w Kastylii-La Mancha, o powierzchni 105,73 km². W 2011 roku gmina liczyła 235 mieszkańców.